# Xanthe Huynh
Xanthe Huynh es una actriz de doblaje estadounidense de origen vietnamita. Es conocida por su trabajo en las adaptaciones de anime y videojuegos.

## Filmografía
| Año  | Serie                      | Papel                                     | Notas |
| ---- | -------------------------- | ----------------------------------------- | ----- |
| 2008 | Adventures in Voice Acting | Ella misma                                |       |
| 2012 | Black Eagle                | Sergeant Yoo Se-young (doblaje al inglés) |       |
| 2014 | Danger Dolls               | Mari (doblaje al inglés)                  |       |